# Euchresteae
Euchresteae es una tribu de plantas con flores perteneciente a la subfamilia Faboideae dentro de la familia Fabaceae.

## Géneros
- Euchresta